# Luis Gnecco
Luis Gnecco, né à Santiago (Chili) le 12 décembre 1962, est un acteur chilien.

## Biographie
Formation : université du Chili

## Filmographie partielle

### Au cinéma
- 1990 : Hay algo allá afuera : Bruno
- 1993 : Johnny cien pesos (es) : Alfonso
- 2003 : Sexo con amor : Tomás
- 2003 : Buscando a la señorita Hyde : Inspector Gormaz
- 2005 : Paréntesis (es) : Gus
- 2005 : Alberto: ¿Quién sabe cuánto cuesta hacer un ojal?
- 2006 : Padre nuestro (es) : Pedro
- 2007 : The Black Pimpernel (en) : Oliva - Chief of Protocoll
- 2007 : Casa de remolienda (es) : Mauro
- 2008 : Chile Puede (es) : Ministro del Interior
- 2009 : El baile de la Victoria : Monasterio
- 2012 : Joven y alocada : Entrevistado
- 2012 : No : José Tomás Urrutia
- 2012 : Pérez : Pérez
- 2012 : Paseo de Oficina : Leo
- 2013 : El derechazo (es) : Rubén Perales
- 2014 : The Stranger : Lieutenant De Luca
- 2014 : Aurora : Pedro
- 2015 : El Bosque de Karadima (es) : Sacerdote Fernando Karadima
- 2015 : La prima luce : Avv. Ramos
- 2016 : Aquí no ha pasado nada : Gustavo Barría
- 2016 : Neruda : Pablo Neruda
- 2017 : Une femme fantastique (Una mujer fantástica) de Sebastián Lelio : Gabo
- 2018 : L'Ange (El Ángel) de Luis Ortega : Héctor
- 2019 : L'Homme du labyrinthe (L'uomo del labirinto) de Donato Carrisi : Mordecai Lumann

### À la télévision

#### Telenovelas
- 2005 : Brujas :
- 2007 : Papi Ricky :
- 2009 : Corazón rebelde :
- 2014-2015 : Chipe libre (93 épisodes) :

#### Séries télévisées
- 2012-2014 : Soltera otra vez (120 épisodes) :
- 2015 : Narcos (1 épisode) : La Cucaracha
- 2020 : La Meute : Claudio Valenzuela